# Puttenham, Hertfordshire
Puttenham är en by i civil parish Tring Rural, i distriktet Dacorum, i grevskapet Hertfordshire i England. Byn är belägen 5 km från Tring. Puttenham var en civil parish fram till 1964 när blev den en del av Tring Rural. Civil parish hade 107 invånare år 1961. Byn nämndes i Domedagsboken (Domesday Book) år 1086, och kallades då Puteham.